# 三浦瑞樹
三浦 瑞樹（みうら みずき、1999年9月2日 - ）は、神奈川県大和市出身のプロ野球選手（投手）。左投右打。中日ドラゴンズ所属。

## 経歴

### プロ入り前
本来右利きであるが、4歳上の兄が右投げで野球をやっており、末っ子の瑞樹は左投げの方が面白いと考えた父によって左利き用のグローブを与えられ、幼稚園の頃から左投げで野球をするようになる。小学校時代は大和中央クラブ、中学校時代は横浜瀬谷ボーイズでプレー。高校は地元を離れ、岩手の盛岡大学附属高校に進学し、1年春からベンチ入り。2年の夏に甲子園に初出場し、3年春、秋と3季連続で甲子園のマウンドに上がった。3年時の第89回選抜高等学校野球大会では、智辯学園戦で完投勝利し同校を初の甲子園ベスト8に導き、続く第99回全国高等学校野球選手権大会も春夏連続のベスト8入りに貢献した。その後、東北福祉大学に進学すると1年春から活躍し、全日本大学野球選手権にも出場。侍ジャパン大学代表候補に選出される。4年春の仙台六大学リーグでは20回を投げ無失点に抑える好投を見せ、最優秀投手賞を受賞した。高校・大学の同期に大里昂生、大学の同期に椋木蓮、大竹風雅、1学年先輩に山野太一、元山飛優、2学年先輩に津森宥紀、八木彬がいる。
2021年10月11日、プロ野球ドラフト会議において、福岡ソフトバンクホークスから育成選手ドラフト4位で指名される。11月15日、支度金300万円、年俸400万円で入団に合意し、12月11日、PayPayドームで開催された「ファンフェスティバル2021」の中で入団発表会見が行われ、背番号も140に決まったと併せて発表された。

### ソフトバンク時代
2022年、二軍公式戦で11試合に登板し52回を投げ、4勝0敗、防御率2.60、三軍では19試合の登板で72回を投げ、3勝4敗2セーブ、防御率3.50を記録する。シーズンオフの11月中旬から12月18日までオーストラリアン・ベースボールリーグに風間球打とともに派遣され、4試合に先発登板して防御率は2点台だった。
2023年、二軍公式戦で5試合の登板で20回を投げ、0勝3敗、防御率6.30、三軍・四軍戦では22試合の登板で112回2/3を投げ、5勝0敗、防御率2.56を記録する。シーズンオフの12月に球団から「ドライブライン・ベースボール」に派遣され、渡米しトレーニングを受ける。
2024年、7月24日に支配下登録されたことが発表された。背番号は42。このシーズンのウエスタン・リーグでは最優秀防御率のタイトルを獲得。一軍には5試合に登板していずれも無失点に抑えたものの、オフに戦力外通告を受けた。球団は育成再契約を提示していたが、本人は「いろんな人に話を聞いて決めたい」と一旦保留する考えを示していた。

### 中日時代
2024年11月29日に中日ドラゴンズと育成契約を結んだことが発表された。背番号は204。
2025年、オープン戦では2登板し、3月18日には古巣のソフトバンクを相手に3.1回3失点（自責点2）と乱れたものの、失点はこれだけに抑えて防御率2.45を記録。3月26日の二軍戦では7回無失点と好投し、二軍監督の落合英二からは「（支配下登録に）喜んで推薦したい」との言葉が寄せられると、4月2日に支配下選手登録が公示された。背番号は69（69の6を反転させると、監督・井上一樹の背番号99になるという理由で自ら選択）。
5月1日の阪神タイガース戦（バンテリンドーム ナゴヤ）で移籍後初登板・プロ初先発登板し、5回2失点の投球でプロ初勝利を挙げた。

## 選手としての特徴
球威のある力強い直球（140km/h台中盤）と変化球の緩急で勝負する技巧派左投手。変化球はスライダー、チェンジアップ、シュートなどを駆使する。
右利きであり投げること以外では全て右で行う。本人曰く、「何で左で投げるようになったのか、覚えてない。気が付いた時にはそうだったんです」と語っている。そのため、打席では右打席に入るので、プロ初打席ではネットでトレンド入りした（この時チームに同じ投手で左投げ右打ちのカイル・マラーも在籍していたため、一緒に話題となった）。

## 詳細情報

### 年度別投手成績
| 年 度     | 球 団        | 登 板 | 先 発 | 完 投 | 完 封 | 無 四 球 | 勝 利 | 敗 戦 | セ 丨 ブ | ホ 丨 ル ド | 勝 率 | 打 者 | 投 球 回 | 被 安 打 | 被 本 塁 打 | 与 四 球 | 敬 遠 | 与 死 球 | 奪 三 振 | 暴 投 | ボ 丨 ク | 失 点 | 自 責 点 | 防 御 率 | W H I P |
| --------- | ------------ | ----- | ----- | ----- | ----- | -------- | ----- | ----- | -------- | ----------- | ----- | ----- | -------- | -------- | ----------- | -------- | ----- | -------- | -------- | ----- | -------- | ----- | -------- | -------- | ------- |
| 2024      | ソフトバンク | 5     | 0     | 0     | 0     | 0        | 0     | 0     | 0        | 0           | ----  | 22    | 5.0      | 4        | 0           | 3        | 0     | 2        | 4        | 0     | 0        | 0     | 0        | 0.00     | 1.40    |
| 通算：1年 | 通算：1年    | 5     | 0     | 0     | 0     | 0        | 0     | 0     | 0        | 0           | ----  | 22    | 5.0      | 4        | 0           | 3        | 0     | 2        | 4        | 0     | 0        | 0     | 0        | 0.00     | 1.40    |

- 2024年度シーズン終了時

### 年度別守備成績
| 年 度 | 球 団        | 投手  | 投手  | 投手  | 投手  | 投手  | 投手     |
| 年 度 | 球 団        | 試 合 | 刺 殺 | 補 殺 | 失 策 | 併 殺 | 守 備 率 |
| ----- | ------------ | ----- | ----- | ----- | ----- | ----- | -------- |
| 2024  | ソフトバンク | 5     | 1     | 0     | 0     | 0     | 1.000    |
| 通算  | 通算         | 5     | 1     | 0     | 0     | 0     | 1.000    |

- 2024年度シーズン終了時

### 記録
初記録
投手記録
- 初登板：2024年8月12日、対東北楽天ゴールデンイーグルス18回戦（みずほPayPayドーム福岡）、9回表に4番手で救援登板・完了、1回無失点[40]
- 初奪三振：2024年8月14日、対埼玉西武ライオンズ19回戦（ベルーナドーム）、山村崇嘉から見逃し三振
- 初先発登板・初勝利・初先発勝利：2025年5月1日、対阪神タイガース5回戦（バンテリンドーム ナゴヤ）、5回2失点[35]

打撃記録
- 初打席：2025年5月1日、対阪神タイガース5回戦（バンテリンドーム ナゴヤ）、3回裏に大竹耕太郎から二飛
- 初安打：2025年5月28日、対東京ヤクルトスワローズ10回戦（明治神宮野球場）、6回表に高梨裕稔から左前安打

### 背番号
- 140（2022年[14] - 2024年7月23日）
- 42（2024年7月24日[22] - 同年終了）
- 204（2025年[28] - 同年4月1日）
- 69（2025年4月2日[34] - ）

### 登場曲
- 「Battle Scars」Lupe Fiasco & Guy Sebastian（2022年 - ）
- 「君が居れば」朝倉未来（2022年 - ）